# Maurizia Cecconi
Maurizia Cecconi (Roma, 12 de abril de 1975) es una deportista italiana que compitió en natación sincronizada. Ganó cinco medallas en el Campeonato Europeo de Natación entre los años 1993 y 2000.

## Palmarés internacional
| Campeonato Europeo | Campeonato Europeo      | Campeonato Europeo | Campeonato Europeo |
| Año                | Lugar                   | Medalla            | Prueba             |
| ------------------ | ----------------------- | ------------------ | ------------------ |
| 1993               | Sheffield (Reino Unido) | Medalla de bronce  | Equipo             |
| 1995               | Viena (Austria)         | Medalla de bronce  | Equipo             |
| 1999               | Estambul (Turquía)      | Medalla de bronce  | Dúo                |
| 1999               | Estambul (Turquía)      | Medalla de bronce  | Equipo             |
| 2000               | Helsinki (Finlandia)    | Medalla de plata   | Equipo             |